# Zelo lačna gosenica
Zelo lačna gosenica je otroška slikanica, ki jo je leta 1969 oblikoval, ilustriral in napisal Eric Carle. V knjigi je predstavljena lačna gosenica, ki se, preden se zabubi in postane metulj, prehranjuje z različnimi vrstami hrane. Slikanica je prejela številne nagrade za otroško literaturo in grafično oblikovanje.  Prodanih je bilo več kot 50 milijonih izvodov po vsem svetu,  približno en izvod na trideset sekund od njegove objave.  Knjiga je prejela veliko pozitivnih kritik, med drugim tudi, je bila hvaljena kot »ena največjih klasik iz otroštva vseh časov«.  Njegove 'pojedene' luknje in kolažne umetnine so bile za svoj čas inovativne.  Knjiga vključuje štetje, dneve v tednu, hrano in življenjski cikel metulja, kar prispeva k vzgoji mladostnikov. Carlovo izvirno delo je bilo osnova za različne izdelke z vloženimi premikajočimi deli strani.

## Povzetek
Na zgodnje nedeljsko jutro se iz jajca izleže »drobna in zelo lačna gosenica «. Nato išče nekaj za pod zob. Naslednjih pet dni, od ponedeljka do petka, zelo lačna gosenica poje vse večjo količino okusnega sadja: eno jabolko v ponedeljek, dve hruški v torek, tri slive v sredo, štiri jagode v četrtek in pet pomaranč v petek. Vsak dan pa je gosenica še vedno lačna. V soboto se pogosti, poje kos čokoladne torte, kepico jagodnega sladoleda, kislo kumarico, rezino švicarskega sira in rezino salame, liziko, kos češnjeve pite, klobaso, kolaček in rezino lubenice. Tisto noč jo zaradi nezdravega prenajedanja zaboli trebuh.
Da bi si opomogla od sobotnih želodčnih bolečin, zelo lačna gosenica v naslednjo nedeljo poje en zeleni list in potem se počuti veliko bolje. Ni več majhna in lačna; zdaj je velika in debela gosenica. Okoli sebe zgradi kokon . V njem ostane dva tedna, potem pa vanj pregrizne luknjo in se skobaca ven. Končno se razvije v velikega, lepega, večbarvnega metulja. Ko postane metulj, se cikel začne znova. Carlova zgodba posnema dejanski življenjski cikel gosenice: prehranjevanje, rast, zabubljenje in končna preobrazba v metulja.

## Ideja za slikanico
Zelo lačna gosenica je Carlova tretja knjiga.
Carla je navdihnil luknjač; nekega dne je luknjal sveženj papirja, pomislil na knjižnega molja in ustvaril zgodbo Teden s črvom Willijem .   V tej slikanici je predstavil knjižnega molja z imenom Willi. Ann Beneduce, Carlova urednica, je namignila, da zeleni črv ne bi bil simpatičen protagonist. Beneduce je predlagala gosenico, na katero je Carle odgovoril "metulj"; tako se je utrnila ideja za knjigo.
Različno oblikovane strani z luknjami, ki predstavljajo sled gosenice skozi živila, so bile izziv, vendar je Carle "različno oblikovane strani" poznal iz knjig, ki jih je bral kot otrok v Nemčiji.

## Objava
Knjigo je prvotno izdala založba World Publishing Company (ZDA) leta 1969. Sprva je bila natisnjena na Japonskem zaradi visokih stroškov tiskanja v ZDA. Ko je leta 2019 Penguin odkupil knjigo, je založba knjige postala Penguin Random House.
Od svojega prvega tiskanja je bila knjiga Zelo lačna gosenica prodana približno vsakih trideset sekund.
Knjiga je prevedena v več kot 60 jezikov, vključno z arabščino, nizozemščino, francoščino,  španščino, nemščino,  japonščino,  italijanščino,  portugalščino, švedščino,  ruščina,  in hebrejščino. 

## Sprejem

### Nagrade
Knjiga je prejela številne nagrade, vključno z nagrado Ameriškega inštituta za grafično umetnost leta 1970, nagrado za najboljše otroške knjige v Angliji leta 1970, nagrado Selection du Grand Prix des Treize v Franciji leta 1972 in bralsko nagrado Nakamori na Japonskem leta 1975.  New York Times jo je leta 1969 uvrstil tudi med »deset najboljših slikanic leta« 
Poleg tega se je knjiga uvrstila na 199. mesto v anketi Big Read, ki jo je leta 2003 izvedel BBC, da bi določil najbolj priljubljene knjige v Združenem kraljestvu. Bila je ena redkih slikanic, ki so se uvrstile na seznam.  Na podlagi spletne ankete iz leta 2007 je National Education Association knjigo uvrstil med svojih "100 najboljših knjig za otroke po mnenju učiteljev".  Pet let pozneje je raziskava med bralci School Library Journala razglasila Zelo lačno gosenico za drugo najboljšo otroško knjigo. 
Nedavno, leta 2020, je bila Zelo lačna gosenica deseta na seznamu »najboljših nakupov vseh časov« Newyorške javne knjižnice.  Leta 2019 je prejela tudi priznanje za najboljšo otroško klasiko na podelitvi nagrad Sainsbury Children's Book Awards.  Carle je dejal, da je bila ta nagrada "odličen način" za praznovanje 50. obletnice knjige. 

### Podpora
Zelo lačna gosenica uvaja koncepte življenjskih obdobij Lepidoptera, ki prikazujejo preobrazbo iz 'lačne gosenice' v 'čudovitega metulja'; Kraljevsko entomološko društvo je knjigo podprlo zaradi znanstvene točnosti te transformacije. 

### Težave in prepovedi
Knjigo so odstranili iz knjižnic v Herefordshiru, Angliji, v prizadevanju za spodbujanje zdrave prehrane. 
Leta 2021 so raziskovalci z univerze Edith Cowan v Zahodni Avstraliji kritizirali številne knjige, vključno z Zelo lačno gosenico, ker niso kulturno raznolike in ker so ugotovili, da se učitelji pretirano zanašajo na klasične naslove, ki odražajo prevladujočo kulturo ter zastarela stališča in življenjski slog.   V članku za Australian Journal of Teacher Education so raziskovalci izrazili zaskrbljenost zaradi klasičnih knjig, ki vsebujejo samo živalske like, in ugotovili, da živalske zgodbe zmanjšujejo verjetnost, da bi otroci iz manjšinskih okolij videli sebe v teh likih.   Priporočali so, da se klasični naslovi postavijo ob bok sodobnim besedilom, ki bolje predstavljajo modernejšo kulturno raznoliko družbo.   Ugotovitve so kritizirali medijski komentatorji, kot sta Kel Richards in Erin Molan.  

## Uporaba v izobrazbi in njen vpliv
Ta knjiga vključuje izobraževalne teme, vključno s štetjem, dnevi v tednu, hrano in življenjskimi obdobji metulja. Vendar se knjiga ne zdi didaktična; namesto tega podaja informacije diskretno, ne da bi se otroci tega zavedali. Kot učni pripomoček so jo uporabljali osnovnošolski učitelji, knjižničarji in starši, pri čemer so razvili dejavnosti, ki knjigo uporabljajo.  Poleg tega slike omogočajo razumevanje brez branja. 
V zgodbi gosenica zgradi kokon, iz nje pa se razvije metulj. V resnici se gosenica, ki naredi kokon, pojavi kot vešča, medtem ko se bo metulj pojavil iz krizale . 

### Predvidljivost
Knjiga vsebuje "znana zaporedja" ali vzorce pri sklicevanju na dneve v tednu in številke.  Ti vzorci pomagajo mladim bralcem pri branju in odražajo njihovo osebno znanje o svetu.  Poleg tega ti vzorci spodbujajo strategije prepoznavanja besed med branjem in ne pred njim.  Zato predvidljivost pomaga vzpostaviti razumevanje znotraj konteksta. 
Predvidljivost knjige omogoča tudi ustne zaključne vaje, pri katerih lahko odrasel bralec izpusti dan v tednu ali številko, otrok pa jo lahko vstavi.  Te vaje otrokom pomagajo pridobiti samozavest pri napovedovanju jezika in uveljavljanju že obstoječega znanja. 

### Skupno jedro
Novi elementarni skupni temeljni standardi poudarjajo več informativnih besedil v primarnem izobraževanju; knjige, kot Zelo lačna gosenica, odpravljajo ločnico med informativnimi besedili in elementarno angažiranostjo.  Knjiga je privlačna za mlade učence, obenem pa ponuja lekcije o štetju, dnevih v tednu in preobrazbi. 

### Pripovedovanje/Dejavnosti v razredu
Format Zelo lačne gosenice omogoča razširitev na dejavnost v razredu.  Otroci se lahko vključijo v ustvarjalno prakso in pripovedovanje zgodb tako, da v vsak dan v tednu vstavijo svojo hrano in risbe.  Z uporabo oblike knjige lahko otroci vključijo svoje interese in tako pripovedujejo svoje zgodbe.  Učenci nato lahko svoje upodobitve delijo z vrstniki in ponovno sodelujejo pri pripovedovanju zgodb. 

### Uporaba v srednji šoli
Zelo lačna gosenica je srečala Beowulfa v srednješolskih učilnicah, da bi spodbudila akademsko in prefinjeno razpravo o slikanicah.  Glavni razlogi za vključitev so univerzalne teme slikanic in zagotavljanje vizualnih pripomočkov za razumevanje.  Zelo lačna gosenica ima teme, ki segajo mimo majhnih otrok, njena integracija z Beowulfom pa pomaga pritegniti srednješolce. 

### Zdrava prehrana
Ta knjiga je bila ključna v boju proti prekomerni telesni teži pri otrocih. Ameriška akademija za pediatrijo, CDC, človekoljubne skupine in kampanje za boj proti debelosti uporabljajo to knjigo za poučevanje otrok o zdravi prehrani.  Leta 2011 je Ameriška akademija za pediatrijo ponudnikom zdravstvenih storitev poslala posebne izvode knjige s pripadajočimi učnimi orodji za kampanjo za zdravo prehranjevanje v ZDA . Carle podpira uporabo svoje knjige za spodbujanje zdrave prehrane. 

## Kulturni vpliv
To knjigo je uporabila nekdanja prva dama Barbara Bush kot del svoje kampanje za spodbujanje pismenosti.  Leta 1999 je picerija Pizza Hut pozvala 50 ameriških guvernerjev, naj navedejo svoje najljubše knjige iz otroštva. Takratni guverner Teksasa, George W. Bush, je navedel Zelo lačno gosenico, kljub temu, da je bil v času objave najstnik.
Leta 2009 je Google praznoval 40. obletnico knjige tako, da je logotip na svoji glavni iskalni strani upodobil v slogu, uporabljenem v knjigi.

## Izdaje za Združeno kraljestvo/ZDA

### VHS
Zelo lačna gosenica je bila prilagojena za britansko televizijo 1. septembra 1993. Nato je bil 17. oktobra 1994 izdan kot video VHS, ki ga je distribuiral PolyGram Video.  Potem je bil ponovno izdan 16. junija 1997, distribuiral pa ga je Channel 5 Video, podzaložba PolyGram. 18. marca 2002 ga je Universal Pictures ponovno izdal kot del antologije z naslovom The World of Eric Carle, ki je vključevala Zelo lačno gosenico skupaj s štirimi drugimi zgodbami Erica Carla.  
V tem zborniku je bila uporabljena zvočna podlaga skladatelja Juliana Notta Wallace & Gromit, na katero je vplivala klasična glasba.  Pripovedovanje na britanskih izdajah sta izvedla Roger McGough in Juliet Stevenson; to različico je v ZDA za kratek čas izdal Scholastic .  Nato je 5. avgusta 1995 Disney izdal ameriško sinhronizirano različico s pripovedjo Briana Cummingsa in Linde Gary .  Po Disneyjevi adaptaciji so bile filmske in TV pravice prodane za 1 milijon funtov. 

### DVD
Zelo lačna gosenica je bila izdana na DVD-ju 24. aprila 2006 kot del zbornika z naslovom The World of Eric Carle; predstavil ga je Illuminated Film Company, predvajal pa Ventura Distribution.
Zbornik je Disney, vključno z Zel lačno gosenico in štirimi drugimi zgodbami, izdal tudi na DVD-ju v ZDA.  DVD je bil tudi prirejen v CD z desetimi skladbami z naslovom Zelo lačna gosenica in druge zgodbe. 

## Dodatni izdelki
Obstaja več edinstvenih izdaj knjig  s prilagojenimi funkcijami. Igre, pojavne knjige,  kombinacija knjige/igre s kartami preko University Games  in izobraževalna video igra - The Very Hungry Caterpillar's ABCs - izdala CYBIRD Co. Ltd. za WiiWare leta 2010. 